# Buraky
Buraky – polska grupa folkowa powstała we Wrocławiu w 2001 roku. Na repertuar zespołu składają się własne opracowania ludowych tematów polskich, łemkowskich, ukraińskich, serbsko-łużyckich  i cygańskich, a także autorskie kompozycje inspirowane folklorem. Niektórzy muzycy Buraków współpracowali z zespołami Hurt, Blade Loki, Pidżama Porno, Strachy na Lachy, Krakersy czy brytyjskim bluesmanem Tonym McPhee. W maju 2014 roku Buraky zagrały trzy wspólne koncerty z Chrisem Jaggerem.

## Dyskografia
- 2005 Z wiejskiego podwórza (kompilacja różnych artystów biorących udział w festiwalu folkowym w Czeremsze)
- 2007 Buraky